# Tana (futbolista)
Pedro Tanausú Domínguez Placeres (Las Palmas de Gran Canaria, España, 20 de septiembre de 1990) conocido como Tana, es un futbolista español que juega de centrocampista en el Ratchaburi de la Liga de Tailandia.

## Trayectoria
Tana ingresó en la cadena de filiales de la U. D. Las Palmas procedente del Veteranos del Pilar. Ya en infantil alcanzó cierta notoriedad al destacar en el torneo de Brunete de 2002. Sin embargo poco después abandonó el equipo, iniciando un periplo por los filiales diferentes clubes como Acodeti, Unión Viera o Real Valladolid CF.
En 2009 se incorporó al Villa de Santa Brígida en la tercera división. Un año más tarde pasó a la cadena del U. D. Vecindario, donde debutó en Segunda B. En enero de 2012 volvió a la Unión Deportiva Las Palmas. En principio asignado al tercer filial, alternó con Las Palmas Atlético, en tercera división. En agosto de 2013 se incorporó al primer equipo.
Tras dos años en segunda, consiguió el ascenso a primera. De esta manera debutó en la máxima categoría española el 25 de octubre de 2015, con un empate 0-0 en casa contra el Villarreal C. F.. A partir de ahí se convirtió en titular de la mano de Quique Setién, que había sustituido a Paco Herrera. En abril de 2016 firmó una ampliación de contrato hasta 2019.
El 31 de enero de 2019 el club comunicó que sería cedido hasta diciembre de 2019 a un equipo chino del que no podía comunicar su nombre hasta el 3 de febrero. Finalmente su destino sería el Zhejiang Greentown FC de la segunda división china. En agosto de 2019 el equipo chino lo dejó sin ficha hasta que en enero pudo incorporarse de nuevo a la U. D. Las Palmas. El 3 de septiembre de 2020 el club dio por finalizado el contrato que lo unía al jugador hasta 2023 por motivos disciplinarios.
El 1 de enero de 2021 el Albacete Balompié anunció su fichaje, firmando contrato hasta final de temporada 2020-21. Dejó el equipo al final de la misma, y en febrero de 2022 se marchó a las Maldivas para jugar en el Maziya Sports, donde tendría la oportunidad de competir en una competición internacional como la Copa AFC. Con este equipo ganó la Liga Premier, marcando el único gol del partido en el que lograron el título.
En agosto de 2022 pone rumbo a India para fichar por el Churchill Brothers F. C. que militaba en la I-League. En enero de 2023 volvió a cambiar de equipo, fichando por el NorthEast United de la Superliga de India. En septiembre de 2023 volvió a su ciudad natal para incorporarse a la U. D. Tamaraceite de la Tercera Federación.
El 29 de enero de 2024 dejó el Tamaraceite para fichar por el C. D. Mensajero de la Segunda Federación de España.

## Estadísticas
Actualizado al último partido disputado el 12 de enero de 2023.
| Club                                  | Temporada     | Div.          | Liga  | Liga  | Liga   | Copas | Copas | Copas  | Internacional | Internacional | Internacional | Total | Total | Total  | Media goleadora |
| Club                                  | Temporada     | Div.          | Part. | Goles | Asist. | Part. | Goles | Asist. | Part.         | Goles         | Asist.        | Part. | Goles | Asist. | Media goleadora |
| ------------------------------------- | ------------- | ------------- | ----- | ----- | ------ | ----- | ----- | ------ | ------------- | ------------- | ------------- | ----- | ----- | ------ | --------------- |
| U. D. Villa de Santa Brígida · España | 2009-10       | 3.ª           | 1     | 1     | 0      | –     | –     | –      | –             | –             | –             | 1     | 1     | 0      | 1               |
| U. D. Villa de Santa Brígida · España | Total club    | Total club    | 1     | 1     | 0      | 0     | 0     | 0      | 0             | 0             | 0             | 1     | 1     | 0      | 1               |
| U. D. Orotava · España                | 2010-11       | Preferente    | 9     | 8     | 0      | –     | –     | –      | –             | –             | –             | 9     | 8     | 0      | 0.89            |
| U. D. Orotava · España                | Total club    | Total club    | 9     | 8     | 0      | 0     | 0     | 0      | 0             | 0             | 0             | 9     | 8     | 0      | 0.89            |
| U. D. Vecindario · España             | 2011-12       | 2.ª B         | 2     | 0     | 0      | –     | –     | –      | –             | –             | –             | 2     | 0     | 0      | 0               |
| U. D. Vecindario · España             | Total club    | Total club    | 2     | 0     | 0      | 0     | 0     | 0      | 0             | 0             | 0             | 2     | 0     | 0      | 0               |
| U. D. Las Palmas "C" · España         | 2011-12       | 2.ª R.        | 0     | 0     | 0      | –     | –     | –      | –             | –             | –             | 0     | 0     | 0      | 0               |
| U. D. Las Palmas "C" · España         | Total club    | Total club    | 0     | 0     | 0      | 0     | 0     | 0      | 0             | 0             | 0             | 0     | 0     | 0      | 0               |
| Las Palmas Atlético · España          | 2012-13       | 3ª            | 0     | 0     | 0      | –     | –     | –      | –             | –             | –             | 0     | 0     | 0      | 0               |
| Las Palmas Atlético · España          | Total club    | Total club    | 0     | 0     | 0      | 0     | 0     | 0      | 0             | 0             | 0             | 0     | 0     | 0      | 0               |
| U. D. Las Palmas · España             | 2013-14       | 2.ª           | 24    | 2     | 1      | 1     | 1     | 0      | –             | –             | –             | 25    | 3     | 1      | 0.12            |
| U. D. Las Palmas · España             | 2014-15       | 2.ª           | 1     | 0     | 0      | 2     | 0     | 0      | –             | –             | ––            | 3     | 0     | 0      | 0               |
| U. D. Las Palmas · España             | 2015-16       | 1.ª           | 27    | 5     | 5      | 1     | 0     | 0      | –             | –             | ––            | 28    | 5     | 5      | 0.18            |
| U. D. Las Palmas · España             | 2016-17       | 1.ª           | 32    | 4     | 4      | 2     | 0     | 0      | –             | –             | ––            | 34    | 4     | 4      | 0.12            |
| U. D. Las Palmas · España             | 2017-18       | 1.ª           | 24    | 1     | 1      | 3     | 0     | 0      | –             | –             | ––            | 27    | 1     | 1      | 0.04            |
| U. D. Las Palmas · España             | 2018-19       | 2.ª           | 14    | 0     | 2      | 1     | 0     | 0      | –             | –             | ––            | 15    | 0     | 2      | 0               |
| U. D. Las Palmas · España             | Total club    | Total club    | 122   | 12    | 13     | 10    | 1     | 0      | 0             | 0             | 0             | 132   | 13    | 13     | 0.1             |
| Zhejiang Greentown China              | 2018-19       | 2.ª           | 7     | 0     | 4      | 2     | 1     | 0      | –             | –             | –             | 9     | 1     | 4      | 0.11            |
| Zhejiang Greentown China              | Total club    | Total club    | 7     | 0     | 4      | 2     | 1     | 0      | 0             | 0             | 0             | 9     | 1     | 4      | 0.11            |
| U. D. Las Palmas · España             | 2019-20       | 2.ª           | 7     | 0     | 0      | –     | –     | –      | –             | –             | –             | 7     | 0     | 0      | 0               |
| U. D. Las Palmas · España             | Total club    | Total club    | 129   | 12    | 13     | 10    | 1     | 0      | 0             | 0             | 0             | 139   | 13    | 13     | 0.09            |
| Albacete · España                     | 2020-21       | 2.ª           | 9     | 1     | 0      | –     | –     | –      | –             | –             | –             | 9     | 1     | 0      | 0.11            |
| Albacete · España                     | Total club    | Total club    | 9     | 1     | 0      | 0     | 0     | 0      | 0             | 0             | 0             | 9     | 1     | 0      | 0.11            |
| Maziya Sports Maldivas                | 2021-22       | 1.ª           | 10    | 14    | 0      | –     | –     | –      | 3             | 2             | 1             | 13    | 16    | 1      | 1.23            |
| Maziya Sports Maldivas                | Total club    | Total club    | 10    | 14    | 0      | 0     | 0     | 0      | 3             | 2             | 1             | 13    | 16    | 1      | 1.23            |
| Churchill Brothers F. C. India        | 2022-23       | 2.ª           | 11    | 2     | 0      | –     | –     | –      | –             | –             | –             | 11    | 2     | 0      | 0.18            |
| Churchill Brothers F. C. India        | Total club    | Total club    | 11    | 2     | 0      | 0     | 0     | 0      | 0             | 0             | 0             | 11    | 2     | 0      | 0.18            |
| NorthEast United India                | 2022-23       | 1.ª           | 0     | 0     | 0      | –     | –     | –      | –             | –             | –             | 0     | 0     | 0      | 0               |
| NorthEast United India                | Total club    | Total club    | 0     | 0     | 0      | 0     | 0     | 0      | 0             | 0             | 0             | 0     | 0     | 0      | 0               |
| Total carrera                         | Total carrera | Total carrera | 171   | 38    | 17     | 12    | 5     | 0      | 3             | 2             | 1             | 186   | 45    | 18     | 0.24            |
| 1. 2. 3.                              |               |               |       |       |        |       |       |        |               |               |               |       |       |        |                 |

## Palmarés

### Títulos nacionales
| Título                   | Club          | País     | Año  |
| ------------------------ | ------------- | -------- | ---- |
| Liga Premier de Maldivas | Maziya Sports | Maldivas | 2022 |